# كايل دا سيلفا
كايل دا سيلفا (بالإنجليزية: Kyle De Silva)‏ (29 نوفمبر 1993 في المملكة المتحدة - ) هو لاعب كرة قدم بريطاني في مركز الوسط. لعب مع كريستال بالاس ونادي بارنت ونوتس كاونتي.

## وصلات خارجية
- كايل دا سيلفا على موقع قاعدة بيانات كرة القدم.إي يو (الإنجليزية)
- كايل دا سيلفا على موقع Soccerbase.com (لاعب) (الإنجليزية)
- كايل دا سيلفا على موقع Soccerway.com (الإنجليزية)
- كايل دا سيلفا على موقع AS.com (الإسبانية)